# Brigid
En la mitología irlandesa, Brigid, Brigit o Brighid (la exaltada) era la hija de Dagda y una Tuatha Dé Danann. Era la esposa de Bres de los fomorianos, con el cual tenía un hijo, Ruadán. Tenía dos hermanas, también llamadas Brigid, y se considera una clásica diosa triple céltica, en este caso del fuego.

## Relaciones familiares
El Lebor Gabála Érenn la presenta como hija de Dagda y poeta. El mismo pasaje menciona que tiene dos bueyes, Fe y Men, que pastan en un llano llamado como ellos: Femen. También posee al rey de los verracos, Torc Triath, y a Cirb, el rey de los carneros, de los cuales se nombra a Mag Cirb. Al ser hija de Dagda, es también la medio hermana de Cermait, Aengus, Midir y Bodb Derg.
Se dice que nació con una llama de fuego sobre la cabeza que la conectó con el Universo.

## Invenciones
En el Cath Maige Tuireadh, Bríg (sic) inventa el plañir mientras está de luto por su hijo Ruadán, que fue matado cuando luchaba para los fomorianos. Le asignan en el mismo pasaje la invención de un silbido usado para los viajes nocturnos.

## Responsabilidades divinas
Es la diosa celta de la inspiración, y conjuga en sí diversos poderes, provenientes de la inspiración, del arte de la sanación y de la adivinación.
Fue asociada a las llamas perpetuas sagradas, tales como la mantenida por 19 religiosas en un santuario en Kildare, Irlanda. La tradición de las sacerdotisas femeninas que tienden a las llamas sagradas eternas, que surgen de forma natural, es una característica de la espiritualidad indoeuropea antigua precristiana. Otros ejemplos incluyen la diosa romana Vesta, y a otras diosas del hogar.
Fue mencionado por Giraldus Cambrensis y otros cronistas que su llama sagrada en Kildare estaba rodeada por un seto, que ningún hombre podía cruzar. Se dice que los hombres que intentaron cruzar el seto fueron maldecidos con la locura, la muerte o la impotencia.

## Pozos sagrados

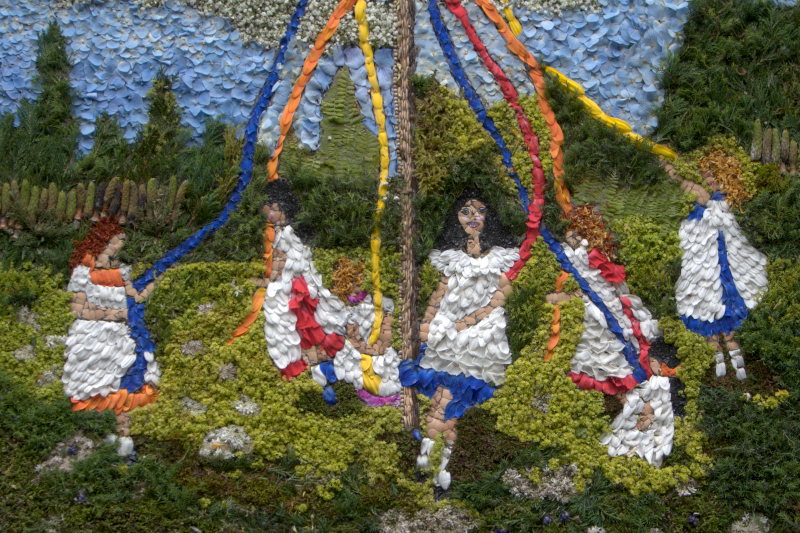
Vestidura de pozo hecha con pétalos que muestra como se atan tiras en un árbol (ampliar para ver el fino trabajo realizado).

Brigid también fue relacionada con los pozos sagrados, en Kildare y muchos otros sitios en las tierras célticas. Vestir el pozo, atar tiras de tela girando alrededor de los árboles cercanos a los pozos curativos, y otros métodos de solicitar o de honrar a Brigid todavía ocurren en algunas de las tierras célticas y de la diáspora céltica. 
Vestir el pozo es una costumbre practicada en la Inglaterra rural en la cual los pozos, los manantiales u otras fuentes de agua se adornan con diseños creados con pétalos de flores.

## Pervivencia
Como una de las diosas más populares adoradas por los pueblos célticos, incluyendo a los druidas, muchas de sus historias y simbología sobreviven en el personaje de Santa Brígida. Su poder de inspiración fue muy importante para poetas y artistas, como su enseñanza sobre los instrumentos que ayudaban a las personas en sus trabajos, y su poder de sanación, emanado de su conocimiento acerca de hierbas que quitaban dolores y sanaba a los enfermos. Es la diosa de todas las cosas percibidas por estar relativamente altas tales como llamas, montañas, colinas, fortalezas y altiplanicies; y de las actividades y de los estados concebidos como psicológicamente altos y elevados, por ejemplo la sabiduría, la excelencia, la perfección, la alta inteligencia, la elocuencia poética, la artesanía (especialmente la herrería), la habilidad curativa, el conocimiento druídico y la capacidad en la guerra. En las tradiciones vivas, ya sea como diosa o santa, la asocian en gran parte al hogar y al fuego del mismo y es un favorito de ambos: politeísmo céltico y cristianismo. Varias de estas asociaciones se atestiguan en el Cormac's Glossary. Su leyenda todavía se cultiva en Irlanda, donde se ponen lienzos blancos en las ventanas, para que sean tocados por el fuego ardiente de su inspiración.

## Otras advocaciones

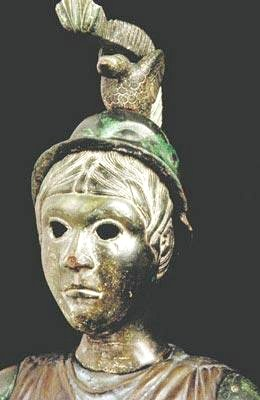
Estatua de Brigantia

Su contraparte británica y continental Brigantia parece haber sido el equivalente céltico de la Minerva romana y de la Atenea griega, diosas con funciones muy similares y aparentemente incorporando el mismo concepto de estado elevado, tanto físico como psicológico.
Maman Brigitte, uno de los loa haitianos del vudú, puede ser una forma de Brigid. Es probable que el concepto llegara al Nuevo Mundo a través de los irlandeses que fueron secuestrados, esclavizados y forzados a trabajar en el Caribe junto a africanos esclavizados.
Debido a la endogamia y la mezcla cultural entre el irlandés y los africanos, es posible que el vudú haitiano esté influenciado parcialmente por supervivencias de politeísmo céltico. Maman Brigitte se adora como la señora del cementerio; sus colores son púrpura, violeta y negro. Es la esposa del Barón Samedi, y es caracterizada como muy trabajadora, una mujer que maldice fuertemente, puede conjurar una centella azul y disfruta de una bebida especial hecha del ron con 21 pimientas fuertes. A la gente sospechosa de falsificar una posesión por ella, se le puede pedir beber su ron especial o frotar las pimientas fuertes en sus órganos genitales, como ella lo hace de vez en cuando. Identifican pronto a los no poseídos de verdad.

## Festivales
El 1 de febrero o 2 de febrero, Brigid se celebra en el Festival gaélico de Imbolc, cuando trae los primeros signos de la primavera a la tierra. La Iglesia católica, la Iglesia ortodoxa, y algunos anglicanos marcan el día como la fiesta de Santa Brigida; el festival también se conoce como Presentación de Jesús en el templo y purificación de la Virgen (Fiesta de la Candelaria).

## Otros nombres y etimología
En irlandés antiguo es Brigit [' el brɪʝɪdʲ], Brighid en irlandés moderno. Tras la reforma de la ortografía de 1948, éste se escribe Bríd [' briːdʲ]. La forma anterior dio lugar a la anglicanización Bridget, ahora comúnmente Brigid.
- Brìghde/Brìde (Escocia)
- Fraid (País de Gales) debido a las mutaciones de la pronunciación en galés, que cambia el nombre a 'Ffraid' después de un sonido [s], por ejemplo, en el nombre 'Llansanffraid' = 'pueblo de Santa Bride'.
- Breo Saighead ("la flecha ardiente"; una etimología popular la deriva de Sanas Cormaic, pero los etimólogos la consideran muy inverosímil).
- Brigan
- Brigandu (Galia)
- Bridgette (Gran Bretaña)
- Brigantis (Gran Bretaña)
- Brigindo (Suiza)
- Bríxida (Galicia)